# 樊邦奎
樊邦奎（1958年9月15日—），男，安徽滁州人，中国无人机侦查技术专家，中国工程院院士，少将军衔。中国人民解放军无人机侦察技术领域学术带头人之一。

## 生平
1976年，加入中国人民解放军。
1989年至1992年，在北京理工大学攻读信息与通信网络硕士研究生。1993年至1997年，在北京理工大学信号与信息处理专业攻读博士研究生，获得工学博士学位
2009年，晋升为专业技术少将军衔。
2015年，当选中国工程院院士。
2018年1月，当选第十三届全国政协委员。

## 奖项和荣誉
- 国家科技进步特等奖一项
- 国家科技进步一等奖一项（2011年）[6]
- 国家科技进步二等奖四项
- 荣立一等功（2013年）[6]、二等功各一次